# Vergrößerungsrahmen

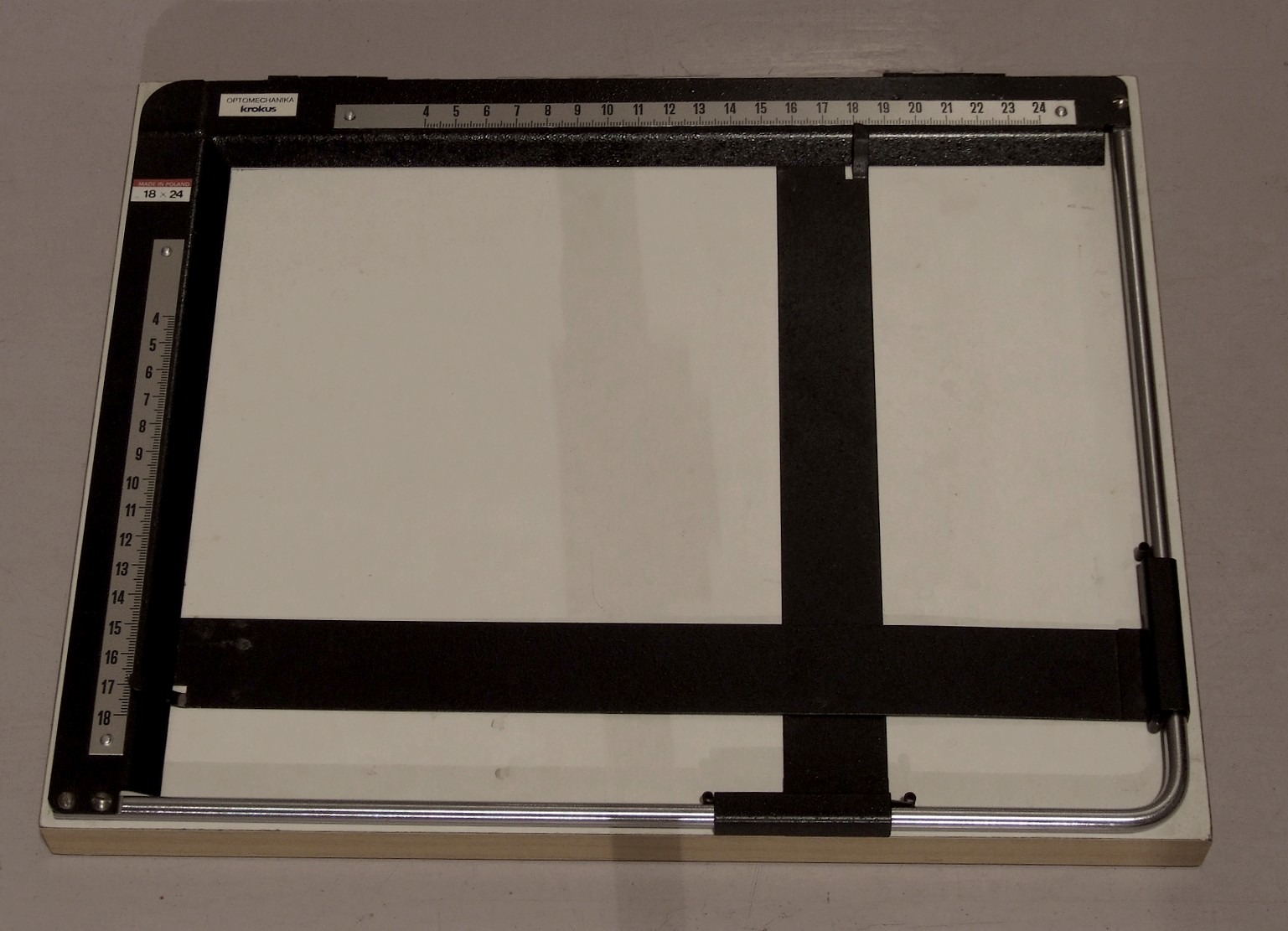
OPTOMECHANIKA
krokus 18 x 24

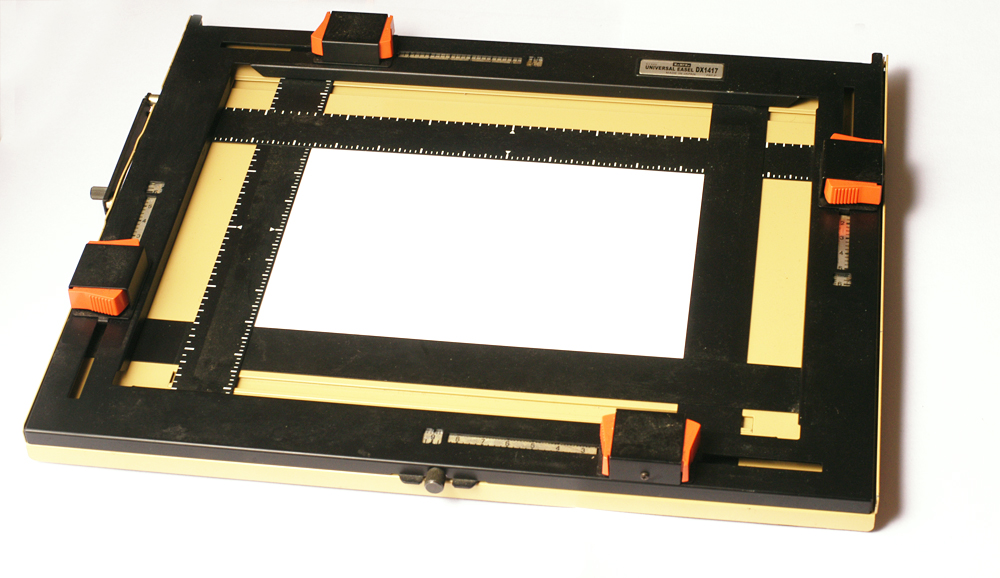
LPL
UNIVERSAL EASEL DX1417

Ein Vergrößerungsrahmen ist eine Vorrichtung, die dazu dient, Fotopapier unter dem Vergrößerungsgerät fest zu halten. Dies ist notwendig, um ein Negativ auf die beabsichtigte Bildgröße vergrößern zu können. 
Einerseits wird das Fotopapier damit plan gehalten, um die Schärfentiefe ohne unnötiges Abblenden zu bewahren, andererseits wird das Fotopapier durch Befestigung vor Verrutschen geschützt und schließlich können damit an den Seiten des Bildes gleichmäßig gerade, weiße Bildränder erzeugt werden.
Dazu besitzen Vergrößerungsrahmen verstellbare Maskenbänder, die die nicht zu belichtenden Randpartien abdecken. 
In randlosen Vergrößerungsrahmen wird das Blatt Fotopapier nicht mit Hilfe der randerzeugenden Maskenbänder fixiert, sondern durch eine aufgelegte Glasplatte.  
Besonders elegant sind Vergrößerungsrahmen mit perforierter Oberfläche: Hinter den Durchlassöffnungen befindet sich ein Gehäuse mit angeschlossener Vakuumpumpe (im Eigenbau Staubsauger). Der im Gehäuse erzeugte Unterdruck saugt das Fotopapier auf der Oberfläche des Rahmens fest. Im professionellen Umfeld findet man diese Lösung in der Druckvorstufe, genauer gesagt in Reproduktionskameras, die Negativgrößen bis 30 × 40 cm verarbeiten. Der Nachteil dieser Konstruktion liegt jedoch im Strombedarf sowie in der Geräusch- und Wärmeentwicklung. 
In der Horizontalprojektion, angewendet beim Vergrößern in größtem Maßstab, bedient man sich eines an der Wand befestigten Vergrößerungsrahmens, bis zu mehreren Metern breit, an dessen Oberseite gleich schon eine Aufhängung für Rollenware und eine Abschneidevorrichtung befestigt ist. So sind Großvergrößerungen durchführbar.